# ThankYou.ru
ThankYou.ru — интернет-портал, распространяющий творческий «контент по схеме pay what you want» («плати, сколько хочешь»). В настоящее время сайт прекратил свою работу. Музыку и книги, размещённые на сайте, можно было свободно скачать, а затем, при желании, заплатить их авторам, нажав кнопку «Спасибо».

## История
Портал ThankYou.ru открылся в 2010 году.
Первоначально на сайте работал только музыкальный раздел, в котором на данный момент размещено более 1600 альбомов и представлено более 550 артистов. Среди музыкантов, сотрудничающих с сайтом — «Машина Времени», «Браво», «Гарик Сукачев и Неприкасаемые», «Воплi Відоплясова», «Ария», «Мумий Тролль», «Ю-Питер», «Ночные Снайперы», «Кипелов», «Несчастный случай», Гуф, Баста, «Сансара», «Зимавсегда», «Вася Обломов, Каста», Елена Ваенга и многие другие.
В мае 2012 года на сайте открылся литературный раздел портала.
На данный момент сайт ThankYou.ru больше не доступен

## Идеология
Создатели проекта считают самой справедливой моделью оплаты творческого труда схему «pay what you want» («плати, сколько хочешь»), когда пользователи сначала свободно скачивают интересный им контент, а затем платят (или не платят) за него по желанию.
Средства, перечисляемые пользователями, поступают на счета правообладателей, которые могут следить за статистикой скачивания и поступления платежей.
ThankYou.ru размещает только легальный контент и стремится заключать договоры непосредственно с музыкантами и писателями. По мнению создателей ThankYou.ru, очень важно, чтобы поклонники «благодарили» творцов напрямую — минуя посредников в лице рекорд-лейблов, издательств и магазинов. Эта модель призвана стать альтернативой привычным способам распространения контента в условиях кризиса звукозаписи и развития интернета.
ThankYou.ru не просто предоставляет творческим людям площадку для размещения их произведений, но и проводит собственную репертуарную политику. Начинающие группы отслушивает художественный совет ThankYou.ru, после чего на сайте размещаются наиболее интересные из них.
Для зарегистрированных пользователей ThankYou.ru работает система поощрений: в зависимости от количества накопленных баллов можно получить билеты на концерты и закрытые автограф-сессии, книги, диски, майки, плакаты с автографами.

## Музыкальный раздел

### Эксклюзивные цифровые релизы
За два года существования портал стал площадкой для эксклюзивных релизов таких альбомов, как «Веселые картинки» и «Рабкор» группы «Ляпис Трубецкой», «Новый альбом» группы «Noize MC», «TODD, акт 1. Праздник крови» группы «Король и Шут», «Вася-совесть» Александра Ф.Скляра, «Осень» группы «Пилот», «Треш» Глеба Самойлова и группы The Matrixx, «Воздух свободы» супергруппы «Горностай», одноименного альбома «Сансары», дебютного альбома N1NT3NDO и др.

### CD релизы
Несмотря на то что ThankYou.ru ведёт свою основную деятельность в сети, в бэк-каталоге проекта есть несколько релизов на физических носителях:
- Fuck You Pay Me — Pay Day
- Тараканы! — Собачье сердце
- Кирпичи — Новые Кирпы Моо Фок

## Литературный раздел
Раздел публикует самые актуальные литературные произведения в самых разных жанрах — от «почвеннического» реализма до постмодернистского авангарда. Открывшись в мае 2012 года, литературная часть ThankYou.ru уже включает более 200 книг почти сотни писателей. На портале состоялся релиз электронной версии романа «Человек Звезды» Александра Проханова.

## Интересные факты
Самый маленький платеж на сайте за всю его историю составил 11 копеек, самый большой — 20 тысяч рублей. Средний чек ThankYou.ru в июле 2012 года составлял 212 рублей.
Подводя музыкальные итоги 2011 года, журнал «Афиша» назвал ThankYou.ru «самым представительным интернет-лейблом в России».
28 июня 2012 года портал ThankYou.ru получил премию Артемия Троицкого «Степной волк» в номинации «Ресурс». Другие номинанты — Kroogi, Яндекс.Музыка, Far From Moscow, Zvooq.